# Time's Up
タイムズ・アップ（英：Time's Up、「時間切れ」「もう終わりにしよう」の意）は、アメリカ合衆国で開始したセクシャルハラスメントに対する運動。ワインスタイン効果と「私も（MeToo）」運動に関連してハリウッドの著名人らによって2018年1月1日に発表され、支援基金が発足した。

## 概要
「タイムズ・アップ」には、セクシャルハラスメントがまかり通っていた時代や、被害者がセクシャルハラスメントを黙殺していた時代は終わったという意味が込められている。
2018年2月現在、タイムズ・アップ司法支援基金（英：TIME'S UP Legal Defense Fund）には2000万ドルが調達され、200人以上のボランティア弁護士が参加している。
この運動における連帯の象徴として、2018年1月の第75回ゴールデングローブ賞授賞式では多くの女優・俳優が黒い服を着用して出席した。

## 歴史
2017年11月、アメリカの全国女性農業労働者連盟（西：Alianza Nacional de Campesinas）は、ハーヴェイ・ワインスタインの性的虐待を告発するハリウッドの女性たちに連名の手紙を執筆した。雑誌「TIME」に掲載された手紙には、女性の農場労働者の間での暴行やハラスメントの体験が綴られていた。手紙はアメリカの約70万人の女性農場労働者のために書かれたとも述べられていた。
それに応じて、2018年1月1日、ニューヨーク・タイムズで当運動が発表された。同時に、先述の団体からの支援の手紙と、ハラスメントについて話す場所や資金の足りない女性・男性・非白人・LGBTのコミュニティを支援したいという思いが掲載された。発足に際して、以下の取り組みが発表された。
- 職場でのセクシャルハラスメントや暴行への処罰を求める低所得女性の支援を目的とした、全国女性司法支援センター（英：National Women's Law Center）による1300万ドルの基金（タイムズ・アップ司法支援基金）
- 断続的なハラスメントを黙認する企業を処罰する法律の提唱
- スタジオやタレントエージェンシーにおけるジェンダー格差の是正
- 第75回ゴールデングローブ賞のレッドカーペットに参加する女性に、黒い服を着用しセクシャル・ハラスメントについて声を上げるよう提唱

2018年1月初旬、マーク・ウォールバーグと彼のエージェンシーのウィリアム・モリス・エンデヴァー・エンターテイメントは、映画『ゲティ家の身代金』の共演者ミシェル・ウィリアムズの名義で「タイムズ・アップ」運動に200万ドル以上を寄付した。これは、ケヴィン・スペイシーが性的スキャンダルで降板した同映画の再撮影の際、同じエージェンシー所属のミシェル・ウィリアムズの報酬が10日間で800ドルだったのに対し、マーク・ウォールバーグが同じ10日間で150万ドルだったと判明したことに起因する。
さらに、SNS上でナタリー・ポートマン、マドンナ、マライア・キャリー、ジャスティン・ティンバーレイク、エマ・ワトソン、リース・ウィザースプーン、マーク・ラファロ、ブレイク・ライヴリー、ハル・ベリーら女優・俳優・歌手が続々と「タイムズ・アップ」運動に関する投稿を行い、ムーブメントを周知させた。
第60回グラミー賞では、レディー・ガガ、ラナ・デル・レイ、ケシャ、シンディ・ローパーなどの出席者が、白いバラや全身黒の服を着用して「タイムズ・アップ」運動への賛同を表明している。歌手のロードは、自身のドレスの背中に縫い付けた白いカードに、自身が最も偉大な人物とする美術家ジェニー・ホルツァーの「喜べ！ 私たちの時代は耐えがたい。勇気を持て、最悪は最高への兆しだ。悲惨な状況だけが圧制の崩壊を引き起こせる。勝利の前に、古いものや腐ったものは捨てられていく。反発も生まれてくるだろう。しかし、そういった騒乱も演出となり終結へと加速していく。そして、アポカリプスは花開くだろう」という文章を白いバラとして引用して書き込んだ。
ジョアンナ・ラムレイが主催する第71回英国アカデミー賞では、出席者は黒い服と「タイムズ・アップ」のピンを着用した。
2018年3月4日の第90回アカデミー賞授賞式では授賞式の途中、ハーヴェイ・ワインスタインを告発したサルマ・ハエック、アシュレイ・ジャッド、アナベラ・シオラが登壇し、「タイムズ・アップ」を含む多様性を特集した映像を上映した。

## 署名者
ウェブサイトには、セクシャルハラスメントや暴行への取り組みを支持する世界中の女性への公開状が掲載されている。この手紙には、エンターテイメント業界や化粧品会社などの、主に英国・米国の女性約400人の署名がある。メリル・ストリープ、ジェニファー・ローレンス、ケイト・ブランシェット、ナタリー・ポートマンら多くの著名女優をはじめ、テレビプロデューサーのションダ・ライムズや彼女が製作を務めるテレビドラマ『グレイズ・アナトミー 恋の解剖学』『スキャンダル 託された秘密』の出演女優らも署名を連ねている。その出演女優の一人ジェシカ・キャプショーや、その母親のケイト・キャプショーも署名しており、ケイト・キャプショーは夫のスティーヴン・スピルバーグとともに「緊急課題として取り組む必要のある国家的かつ国際的な問題」と述べている。

### 主な署名者一覧
名前はアルファベット順。
- エイドリアン・ホートン - 女優
- アルフレ・ウッダード - 女優、プロデューサー
- アリア・ショウカット - 女優
- アリシー・ブラガ - 女優
- アリシア・ヴィキャンデル - 女優
- アリッサ・ミラノ - 女優
- アマンダ・サイフリッド - 女優
- アンバー・タンブリン - 女優
- アメリカ・フェレーラ - 女優
- エイミー・パスカル - SPE共同会長
- エイミー・ポーラー - 女優
- アンドレア・ライズボロー - 女優
- アンジェリカ・ヒューストン - 女優
- アンジェラ・ジョンソン - 女優
- アナベラ・シオラ - 女優
- アン・ハサウェイ - 女優
- アリアンヌ・フィリップス - 衣装デザイナー
- アシュレイ・ジャッド - 女優
- オーブリー・プラザ - 女優
- エイヴァ・デュヴァーネイ - 監督、脚本家
- ベラミー・ヤング - 女優
- ブレイク・ライヴリー - 女優
- ブリー・ラーソン - 女優
- カトリーナ・バルフ - モデル、女優
- カーリー・クーリ - 脚本家
- カーラ・デルヴィーニュ - モデル、女優、歌手
- キャリー・マリガン - 女優
- キャロル・バーネット - 女優、コメディエンヌ
- ケイト・ブランシェット - 女優
- カテリーナ・スコーソン - 女優
- チャンドラ・ウィルソン - 女優
- シャーリーズ・セロン - 女優
- チェルシー・ハンドラー - コメディエンヌ、女優
- クロエ・グレース・モレッツ - 女優
- クリスティーナ・ヘンドリックス - 女優
- クリスティーナ・ペリー - シンガーソングライター
- コートニー・ラブ - ミュージシャン
- ダコタ・ジョンソン - 女優、モデル
- ダナイ・グリラ - 女優、劇作家
- ダービー・スタンチフィールド - 女優
- デデ・ガードナー - 映画プロデューサー、プランB社長
- イーディ・ファルコ - 女優
- エリザベス・バンクス - 女優
- エレン・バーキン - 女優
- エレン・ポンピオ - 女優
- エリオット・ペイジ - 俳優
- エミリア・クラーク - 女優
- エミリー・ブラント - 女優
- エマ・ストーン - 女優
- エマ・トンプソン - 女優、脚本家
- エマ・ワトソン - 女優
- エマニュエル・シュリーキー - 女優
- エミー・ロッサム - 女優、歌手
- エヴァ・ロンゴリア - 女優
- エヴァン・レイチェル・ウッド - 女優
- エヴァンジェリン・リリー - 女優
- エヴリン・オニール - 映画プロデューサー
- フェリシティ・ハフマン - 女優
- ガボレイ・シディベ - 女優
- ガブリエル・ユニオン - 女優
- ジーナ・デイヴィス - 女優
- ジェマ・アータートン - 女優
- ジーナ・プリンス＝バイスウッド - 監督
- ジーナ・ロドリゲス - 女優
- グロリア・スタイネム - ライター、ジャーナリスト
- ゴールディ・ホーン - 女優、ダンサー
- グレタ・ガーウィグ - 女優、監督、脚本家
- ググ・バサ＝ロー - 女優
- グウィネス・パルトロー - 女優、歌手
- ハル・ベリー - 女優
- ジェイミー・アレクサンダー - 女優
- ジェーン・カンピオン - 監督、脚本家
- ジェーン・フォンダ - 女優
- ジャネール・モネイ - 歌手、女優、モデル
- ジャネット・マクティア - 女優
- ジェニファー・アニストン - 女優
- ジェニファー・コネリー - 女優
- ジェニファー・イーリー - 女優
- ジェニファー・ガーナー - 女優
- ジェニファー・ローレンス - 女優
- ジェニファー・ロペス - 歌手、女優
- ジェンノ・トッピング - 映画プロデューサー
- ジェニー・スレイト - 女優、コメディエンヌ
- ジェシカ・ビール - 女優
- ジェシカ・ブラウン・フィンドレイ - 女優
- ジェシカ・キャプショー - 女優
- ジェシカ・チャステイン - 女優
- ジュリアン・ムーア - 女優
- カレン・ギラン - 女優
- ケイト・ベッキンセイル - 女優
- ケイト・キャプショー - 女優
- ケイト・ハドソン - 女優
- キャスリーン・ケネディ - 映画プロデューサー
- キャシー・ナジミー - 女優、声優
- ケイティ・ロウズ - 女優
- ケイティ・マクグラス - 女優
- キーラ・ナイトレイ - 女優
- ケンダル・ジェンナー - モデル、テレビタレント、女優
- ケリー・ワシントン - 女優
- ローラ・ダーン - 女優
- ローラ・プレポン - 女優
- ラバーン・コックス - 女優
- リサ・ヴィダル - 女優
- マギー・ジレンホール - 女優
- マーゴット・ロビー - 女優
- マライア・キャリー - シンガーソングライター
- マリサ・トメイ - 女優
- マーサ・プリンプトン - 女優
- メアリー・ペアレント - 映画プロデューサー
- ミーガン・エリソン - 映画プロデューサー
- メリッサ・マッカーシー - 女優、コメディエンヌ
- メリル・ストリープ - 女優
- ミシェル・ファイファー - 女優
- ミシェル・ウィリアムズ - 女優
- ミラ・クニス - 女優
- ミンディ・カリング - 女優、コメディエンヌ
- モリー・リングウォルド - 女優
- ナオミ・ワッツ - 女優
- ナタリー・ポートマン - 女優
- ニコール・キッドマン - 女優、映画プロデューサー
- ニーナ・ドブレフ - 女優、モデル
- オクタヴィア・スペンサー - 女優
- オルガ・メレディス - 女優
- オリヴィア・マン - 女優、モデル
- オリヴィア・ワイルド - 女優
- オプラ・ウィンフリー - テレビ司会者、テレビプロデューサー
- パティ・ジェンキンス - 監督、脚本家
- ポーラ・ワインスタイン - 映画プロデューサー
- ペネロペ・クルス - 女優
- パイパー・ペラーボ - 女優
- ポム・クレメンティエフ - 女優
- ラシダ・ジョーンズ - 女優
- リース・ウィザースプーン - 女優、映画プロデューサー
- レジーナ・キング - 女優
- ロザンナ・アークエット - 女優
- ロザリオ・ドーソン - 女優
- ローズ・マッゴーワン - 女優
- ローワン・ブランチャード - 女優
- ルース・ネッガ - 女優
- サルマ・ハエック - 女優
- サマンサ・バークス - 歌手、女優
- サンドラ・ブロック - 女優、映画プロデューサー
- サラ・ドリュー - 女優
- サラ・ジェシカ・パーカー - 女優
- スカーレット・ヨハンソン - 女優
- セラ・ギャンブル - テレビプロデューサー
- ションダ・ライムズ - テレビプロデューサー
- シエナ・ミラー - モデル、女優
- ソフィア・ブッシュ - 女優
- ソフィー・オコネドー - 女優
- スーザン・サランドン - 女優
- タラジ・P・ヘンソン - 女優
- テイラー・スウィフト - 歌手
- テッサ・トンプソン - 女優、ミュージシャン
- タンディ・ニュートン - 女優
- ユマ・サーマン - 女優
- ヴェラ・ファーミガ - 女優
- ヴィオラ・デイヴィス - 女優
- ヤラ・シャヒディ - 女優
- ゾエ・カサヴェテス - 監督、脚本家
- ゾーイ・クラヴィッツ - 女優、モデル、歌手
- ゾーイ・サルダナ - 女優
- ゾーイ・ドゥイッチ - 女優